# Chris Irwin
 Chris Irwin  va ser un pilot de curses automobilístiques britànic que va arribar a disputar curses de Fórmula 1.
Va néixer el 27 de juny del 1942 a Wandsworth, Londres, Anglaterra.

## A la F1
Chris Irwin va debutar a la quarta cursa de la temporada 1966 (la dissetena temporada de la història) del campionat del món de la Fórmula 1, disputant el 16 de juliol del 1965 al circuit de Brands Hatch el GP de Gran Bretanya.
Va participar en deu proves puntuables pel campionat de la F1, disputades en dues temporades consecutives (1966 i 1967) aconseguint una cinquena posició com a millor classificació en una cursa i assolí dos punts pel campionat del món de pilots.

## Resultats a la Fórmula 1
| Any  | Equip       | Xassís     | Motor  | 1   | 2   | 3     | 4       | 5     | 6     | 7     | 8       | 9       | 10      | 11      | Posició | Punts |
| ---- | ----------- | ---------- | ------ | --- | --- | ----- | ------- | ----- | ----- | ----- | ------- | ------- | ------- | ------- | ------- | ----- |
| 1966 | Chris Irwin | Brabham    | Climax | MON | BEL | FRA   | GBR 7   | HOL   | ALE   | ITA   | USA     | MEX     |         |         | -       | 0     |
| 1967 | Reg Parnell | Team Lotus | BRM    | SUD | MON | HOL 7 | BEL Ret | FRA 5 | GBR 7 | ALE 9 | CAN Ret | ITA Ret | USA Ret | MEX Ret | 16è     | 2     |

### Resum
| Curses: | Victòries: | Pòdiums: | Poles: | Voltes ràpides: | Punts: |
| ------- | ---------- | -------- | ------ | --------------- | ------ |
| 10      | 0          | 0        | 0      | 0               | 2      |